# Vladimir Stanič
Vladimir Stanič, veteran vojne za Slovenijo, * 17. avgust 1962.

## Odlikovanja in priznanja
- medalja za hrabrost
- spominski znak Obranili domovino 1991
- spominski znak ob deseti obletnici vojne za Slovenijo